# 리성희
리성희 (1978년 12월 3일 ~ )는 조선민주주의인민공화국의 역도 선수다. 그녀는 2000년 하계 올림픽때 여자 58 kg급 경기에서 은메달을 획득했다. 그녀는 2004년 하계 올림픽에서 총 232.5 kg을 들어서 은메달을 획득했다.

## 생애
리성희는 14세때 역도를 시작했다.